# Nil Parent
Nil Parent, (né le 6 octobre 1945) est un compositeur et professeur à l’Université Laval.
Nil Parent s’est spécialisé dans la musique électronique. Il a fondé en 1969 le premier studio de composition électroacoustique francophone au Canada, le Studio de musique électronique de l’Université Laval (SMEUL). Il a également fondé le Groupe d'interprétation de musique électroacoustique de Laval (GIMEL) en 1973 ainsi que la Société de musique expérimentale de Québec (SMEQ) en 1974.